# 赤城武幸
赤城 武幸（あかぎ たけゆき、本名：赤木 武幸、1962年6月27日 - ）は、日本の元プロボクサーである。宮崎県宮崎市出身。日章学園高等学校、日本大学卒業。現役時代は新日本木村ボクシングジム所属。元日本ジュニアライト級王者。現在は本千葉ボクシングジム会長。

## 来歴

### アマチュア時代
実母も教員の母子家庭で育ち、中学1年生から近所のボクシングジムに通い、高校3年でインターハイバンタム級制覇、日大在学中の1984年、全日本選手権ライト級で優勝。日本代表としてロサンゼルスオリンピック予選に出場し優勝。しかし、協議の結果補欠にまわされる。
卒業後は鳥取県立米子東高等学校の教員としてアマチュアを続け、全日本3連覇を果たす。1986年の世界選手権、ソウルアジア大会にも出場した。

### プロ時代
1987年、プロ転向。7月23日に史上6人目のA級（8回戦）デビューを果たし、小林信二（筑豊）を7回KOで退けた。昭和時代及び20世紀におけるA級デビューはこの赤城が最後であり、7人目は2012年の井上尚弥まで25年を要した。
デビュー5戦をすべてKOで連勝した後、1989年1月9日、高城正宏（帝拳）が持つ日本ジュニアライト級王座に挑戦し、判定の末初タイトルとなる日本王座奪取に成功。
3度目の防衛戦で高城との再戦を返り討ちにしたが、1990年1月8日の4度目の防衛戦では古城賢一郎（ヨネクラ）に判定で敗れ王座陥落。
2戦2勝を挟み、1990年12月11日に返り咲きを懸けて古城と再戦して判定勝ちを収め王座奪回。
古城とのダイレクトリマッチを制した後、2度の防衛を果たしたが、1991年10月14日の3度目の防衛戦で渡辺雄二（斎田）に2回KO負けを喫して王座陥落。
2戦2勝を挟み、1992年9月7日、鈴木敏和（神戸）と渡辺が世界挑戦のため返上して空位となった日本ジュニアライト級王座の決定戦を判定で制して3度目の王座戴冠。
1992年12月14日、タイガー・アリ（ フィリピン）が持つOPBF東洋太平洋ジュニアライト級王座に挑戦するが、10回TKOで敗退。
世界挑戦を果たせぬままこの試合を最後に引退、1994年1月引退セレモニー。
日本プロスポーツ大賞功労賞を受賞。

### 引退後
引退後はキックボクシング（当時）山木ジムの支援で中野区の木村ジムの旧施設で新日本福山ジム、後に千葉市に移転して赤城ボクシングスポーツジムを設立。後進の指導に当たっている。

## 戦績
- アマチュア：110戦 98勝（60KO/RSC） 12敗[1]
- プロ：20戦 17勝 10KO 3敗

## 獲得タイトル
アマチュア
- 80年全国高等学校総合体育大会ボクシング競技大会バンタム級制覇
- 第54回全日本アマチュアボクシング選手権大会優勝
- 第55回全日本アマチュアボクシング選手権大会優勝
- 第56回全日本アマチュアボクシング選手権大会優勝

プロ
- 第24代日本ジュニアライト級王座（防衛3=陥落）
- 第26代日本ジュニアライト級王座（防衛2=陥落）
- 第28代日本ジュニアライト級王座（防衛0=返上）

## 受賞歴
- 1987年年間表彰新鋭賞
- 1992年日本プロスポーツ大賞功労賞